# Cream soda
Cream soda är en alkoholfri läskedryck. Färg och smak varierar över världen, men det vanliga är att den är smaksatt med vanilj och har en smak som påminner om vaniljglass. 
Bland annat i Sydafrika säljs även en röd och en grön cream soda.